# UB-132号潜艇
陛下之UB-132号艇是德意志帝国海军于第一次世界大战期间建造的其中一艘UB-III型近岸潜艇或称U艇。该艇由不来梅的威悉船厂承建，于1918年9月19日新船下水，至同年10月22日交付使用。其全长55.85米，水面及水下排水量分别为512吨和643吨，艇载武器则包括五具500毫米鱼雷发射管以及一门105毫米口径甲板炮。由于入役时已临近战争结束，UB-132号未及参与任何作战。战后，根据对德停战协定的要求，该艇于1918年11月22日被引渡至英国哈维奇正式向协约国投降，至1922年在斯旺西拆解报废。

## 设计
UB-132号是不来梅威悉船厂承建的UB-III型第三批次（UB-118至UB-132号）的末艇，由德意志帝国海军潜艇监察局于1917年2月28日订购，同年10月30日动工，至1918年6月22日下水。其全长55.85米，舷宽5.8米。艇体采用双壳体结构，水面及水下排水量分别为512吨和643吨，浮起时的吃水深度为3.72米。由于无需像UC-II型艇那样提供水雷布设装置，设计工程师对潜艇舷弧进行了优化，增大了司令塔体积，配备两具潜望镜，司令塔与控制室之间增加一道水密舱壁。这些改进显著提高了潜艇的水下机动性和生存力。为了达到更高的航速，UB-132号采用两台奔驰六缸四冲程550匹公制馬力（405千瓦特）柴油机用于水面运行，以及两台394匹公制馬力（290千瓦特）的船舶联盟（Schiffsunion）电动发电机用于水下航行；水面最高航速13.9節（25.7每小時），水下7.6節（14.1每小時）；能够在水面以6節（11每小時）航速续航7,280海里（13,480），或以4節（7.4每小時）连续在水下航行55海里（102）而无需充电。
UB-132号的主武器为五具500毫米艇艏鱼雷发射管，其中艇艏四具采用层叠式布局分居两侧、艇艉一具，并可搭载合共10枚G6型鱼雷。辅助武器则是一门105毫米45倍径速射炮。其标准船员编制为3名军官加31名水兵。

## 服役历史
UB-132号于1918年7月25日正式入役，但由于战时人员匮乏，该艇直至11月2日才完成船员配备，并委任前UB-43和UC-34号艇长、经验丰富的海军中尉霍斯特·奥伯穆勒担当指挥官。此时距离停战已不足两周，UB-132号未及参与任何作战行动。战后，根据对德停战协定的要求，该艇于1918年11月21日被引渡至英国哈维奇正式向协约国投降，至1922年在斯旺西拆解报废。

## 脚注
1. ↑  Rössler，第56頁.
2. 1 2  Helgason, Guðmundur. . German and Austrian U-boats of World War I - Kaiserliche Marine - Uboat.net.   [2009-02-13].
3. 1 2 3 4 5  Gröner 1991，第25-30頁.
4. 1 2  Helgason, Guðmundur. . German and Austrian U-boats of World War I - Kaiserliche Marine - Uboat.net.   [2009-02-12].
5. ↑  陈进，第239頁.